# Jean Gaulmier
Jean Gaulmier är en fransk författare född i Charenton-du-Cher 10 mars 1905 och död i Paris 11 november 1997.  Han hade en stor passion för Orienten.

### Fiktion
- Terroir, Rieder (1931), nyutgåva Lattès (1984)
- Matricule Huit, Rieder (1932), nyutgåva Lattès (1985)
- Hélène et la solitude, Lattès (1986)

### Kritik
- Charles de Gaulle écrivain, Louis Charlot (1945)
- L’idéologue Volney, Impr. Catholique (1951)
- Gérard de Nerval et les Filles du Feu, Nizet (1957)
- Un grand témoin de la Révolution : Volney, Hachette (1959)
- L’univers de Marcel Jouhandeau, Nizet (1959)
- Le Spectre de Gobineau, Pauvert (1965)
- Michelet, coll. Les Ecrivains devant Dieu, Desclée de Brouwer (1968)
- Gobineau et sa fortune littéraire, Ducros (1971)

### Texter
- Anthologie de Gaulle, France-Levant (1942) (Repris Ed. Hutchinson, Londres 1943)
- Aragon, Le Crève Cœur, Problèmes français (1942)
- Discours aux Français du Général de Gaulle, France-Levant (1943)
- Khalil Zahiri, Zubda Kachf al-Mamalik, Institut français de Damas (1950)
- Volney, Voyage en Egypte et en Syrie, Mouton (1959)
- André Breton, Ode à Charles Fourier, Klincksieck 1961
- Les Mille et une Nuits, Garnier-Flammarion (1965)
- Gobineau, Nouvelles asiatiques, Garnier, (1965) (Syndicat des critiques pris år 1966)
- Gobineau, Le Mouchoir rouge et autres nouvelles, Garnier (1968)
- Renan, Vie de Jésus, Gallimard (1974)
- Gobineau, Œuvres, Gallimard (1975)